# 電池均衡

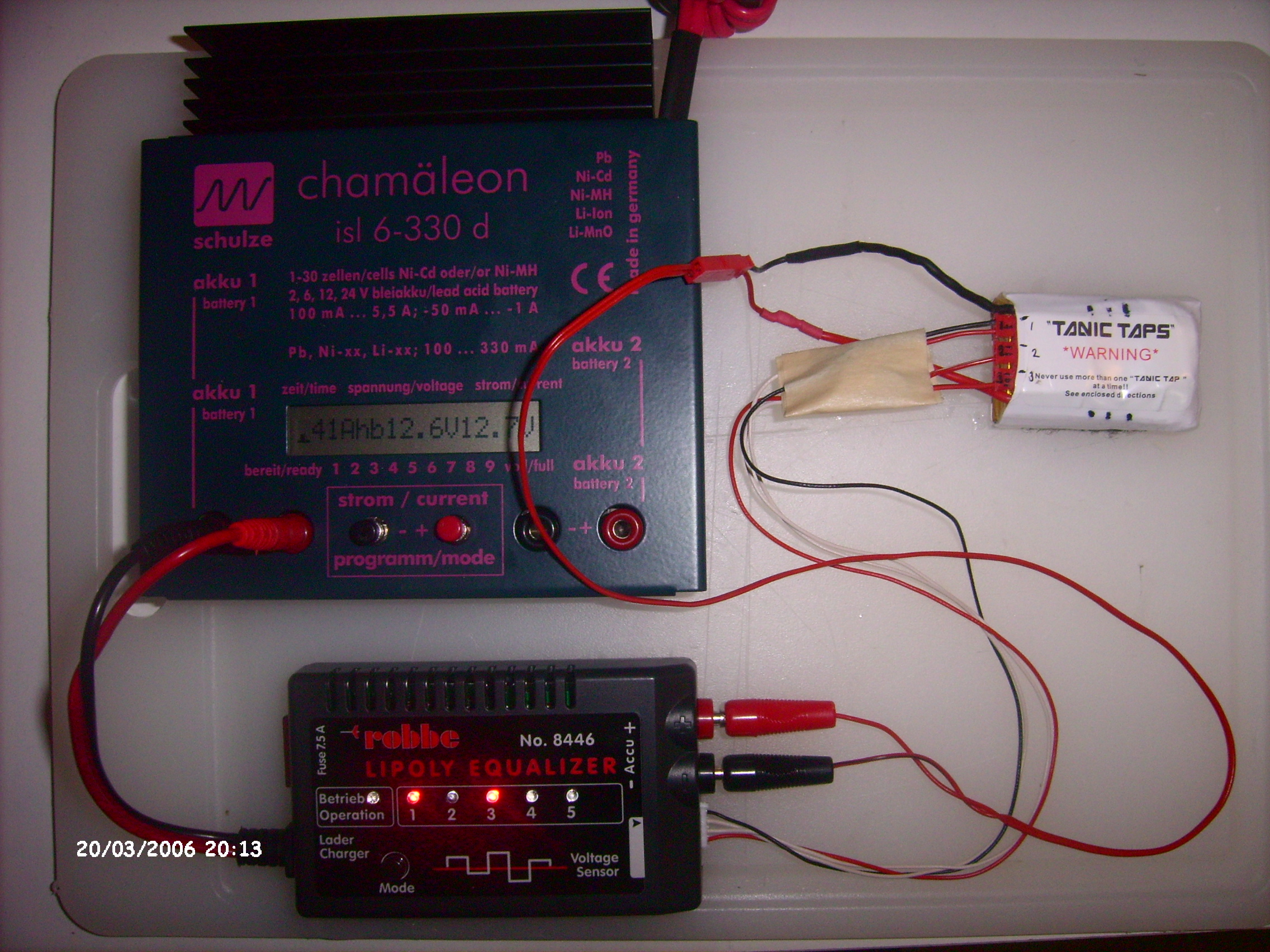
電池均衡器

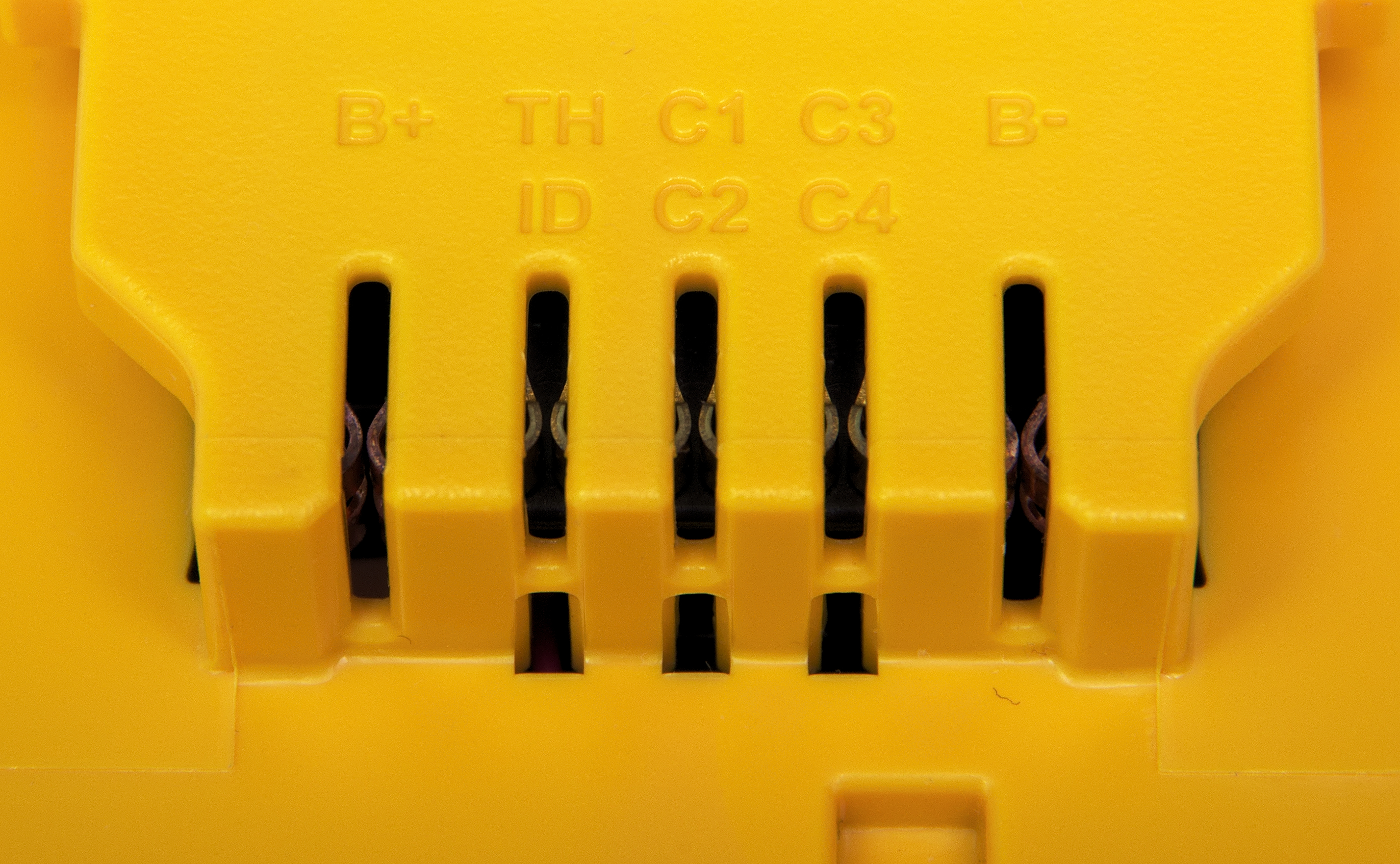
DeWalt 20V Max（在歐洲18V XR）手工具電池的接點。C1-C4接點連接到電池的各電芯，可供充電器進行電池均衡。

電池均衡（Battery balancing）也稱為電池平衡，以及電池再分佈（battery redistribution）都是在多個電池芯串聯的電池組中改善可用電池容量，延長電池壽命的技術。電池均衡器（battery balancer）或電池穩壓器（battery regulator）就是進行類似工作的電子設備。均衡器常出現在筆記型電腦或是電動車的锂离子电池組裡。

## 原因
電池組中的各電池芯可能會有不同的容量，隨著時間以及充電放電的循環，各電池芯可能會有不同的電量狀態（SOC）。容量差異的原因可能是因為製造的變異、組裝的變異（例如某一批生產的電池組，混用了其他的電池芯、電池芯老化、雜質，或是環境因素（例如將電池放在鄰近熱源的地方，例如馬達，電子設備等…），也可能因為雜散負載的累積因素（例如電池管理系統的電池芯監控電路），讓此問題變嚴重。
為了避免個別電池芯過度充電，若有一個電池芯已充電到滿電，會停止所有電池的充電。類似情形也出現在放電。因此電池芯的電量差異大，就無法將所有電池充電／放電。為電池組中的各電池芯進行均衡，讓每一個電池芯的電量狀態維持在相近的狀態，這可以讓容量最大化，也可以提昇壽命。電池均衡只適用在有電池芯串聯的情形，並聯的電池芯其電壓自然會是相同的值（只是電量狀態不一定相同），因此不會進行電池均衡，不過若是一些電池芯先並聯，再串聯，仍可以在串聯的兩組電池芯之間進行電池均衡。

### 安全考量
為了避免不希望出現（可能也不安全）的情形，電池管理系統需要監控個別電池芯的運作特性條件，像是溫度、電壓，有時也包括所提供的電流（不過電流多半只量測整個電池包的，無法知道個別電池芯的資訊），也許也包括在異常高電流下個別電池芯的一次性保護資訊（例如短路，或是其他失效）。
在正常放電下，只要有一個電池芯電量已經放完，就算其他電池芯的電量還剩很多，都要停止放電。充電情形也類似，只要有一個電池芯已經滿電，就算其他電池芯還可以再充電，也要停止充電。若沒有依上述要求放電或充電可能會造成電池芯的永久損壞、最嚴重的情形，會讓電池變成反極性，電池釋放氣體、熱跑脫或是其他的嚴重故障。若電池芯沒有平衡，個別電池芯的電量差異很大，其充電和放電的能力也會因此而受限。

## 技術

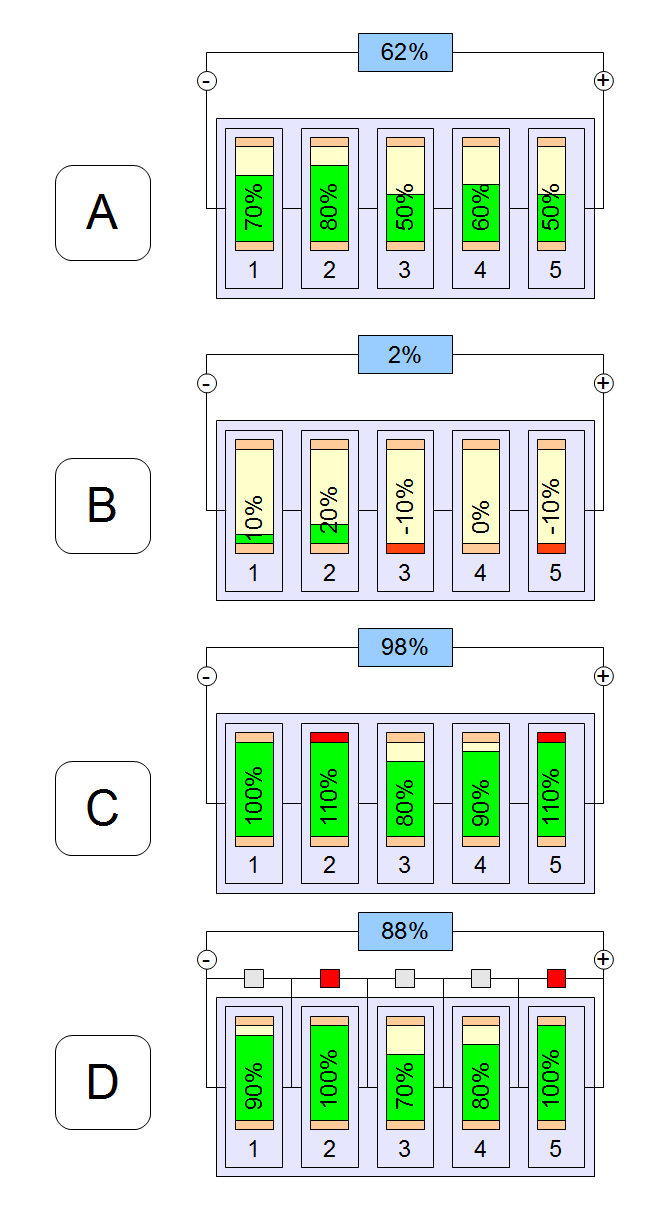
不同充電狀態的電池芯。電池芯5的容量最小，電池芯4的自放電率最大

均衡可以分為主動均衡和被動均衡。電池穩壓器只會進行被動均衡。
完整的電池管理系統會包括主動均衡、溫度監控、充電以及其他可以延長電池組壽命的功能。
電池均衡可以用直流-直流轉換器進行，有以下三種組態：
- 電池芯轉換到電池組
- 電池組轉換到電池芯
- 雙向

一般來說，直流-直流轉換器處理的功率會比電池組整體的功率要小幾個數量級。

### 被動均衡
被動均衡會將電量最多電池芯的部份電能轉換為熱能耗散，多半是透過電阻器。
被動均衡會將各電池芯均衡到一定程度，可能是「上均衡」（top balanced），就是所有的電池芯同時到100%的充電狀態，也可能是「下均衡」（bottom balanced），就是所有的電池芯同時到最低的充電狀態。這可以用慢慢降低最高充電狀態電池芯的電量（透過電阻或是電晶體消耗），或是在充電週期中使用並聯的方式，讓電量較高的電池芯提供部份電源給其他電池芯充電，讓電池充電消耗的整體電量較小。被動均衡在本質上比較浪費，因為為了讓電池芯充電狀態均衡，會有一些能量以熱的方式散失。產生的熱也影響到被動均衡可以執行的速率。

### 主動均衡
主動均衡會將電量最多電池芯的部份電能轉換給電量最少的電池芯，可能會透過電容器、電感器或是直流-直流轉換器進行。
主動均衡會設法將能量重新分配，將充電狀態最高電池芯的部份能量轉換給充電狀態最低的電池芯。其作法可以用切換儲能電容器的方式，先讓儲能電容器和充電狀態最高的電池芯並聯，再使其斷路，之後再和充電狀態最低的電池芯並聯，也有可能透過連接在整個電池組的直流直流轉換器。因為效率不是100%，仍會有部份能量以熱的形式耗散，但會比被動均衡要少很多。主動均衡雖有上述的好處，但是增加的成本和複雜度也可觀，而且在有些應用下，主動均衡不一定可行。
电动自行车電池組會使用另一種的主動均衡，電池組會有一個多接腳的連接器，透過電阻和電容串連接到各節點，在已知某些電池芯有電壓降的情形下，充電器可以對電量最少的電池芯充電，讓所有的電池芯端電壓相等為止。
其好處是可以略為減少電池組的重量，也減少不必要的抽取電池電流，也可以做多電池芯的均衡。

## 延伸閱讀
- Capacitor Based Battery Balancing System
- Instructions （页面存档备份，存于）
- Lithium-Ion Battery Cell-Balancing Algorithm for Battery Management System Based on Real-Time Outlier Detection （页面存档备份，存于）

### 專利
- 美國專利第384,447号, E. Julien, Regulating commutator for secondary battery